# Arro
Arro (in corso Arru) è un comune francese di 76 abitanti situato nel dipartimento della Corsica del Sud nella regione della Corsica.

## Società

### Evoluzione demografica
Abitanti censiti